# Sericesthis anepsia
Sericesthis anepsia är en skalbaggsart som beskrevs av Britton 1987. Sericesthis anepsia ingår i släktet Sericesthis och familjen Melolonthidae. Inga underarter finns listade i Catalogue of Life.